# Ichnocarpus frutescens

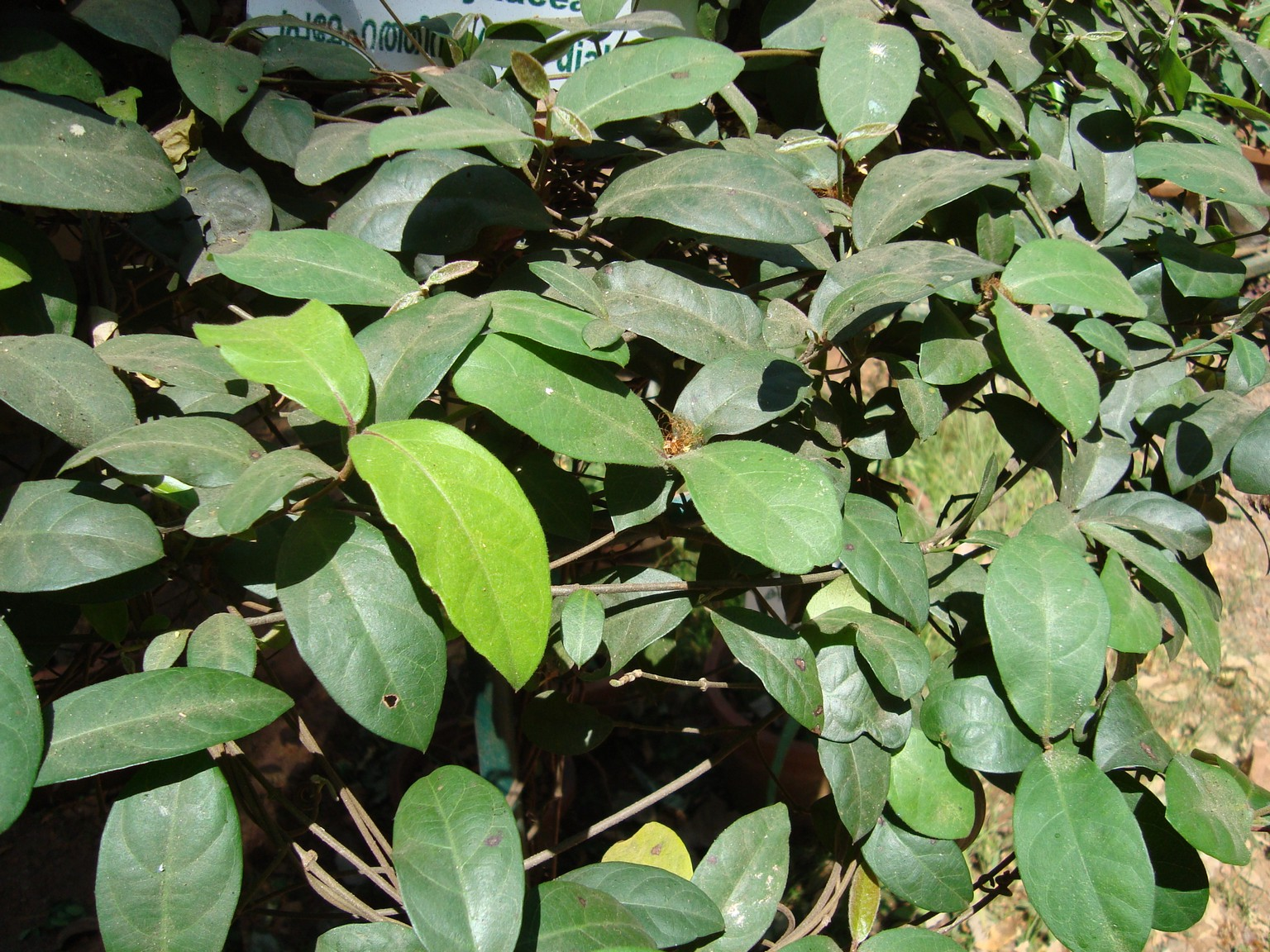
Ichnocarpus frutescens, en Thrissur, Kerala, India

Ichnocarpus frutescens es una especie de planta con flores de la familia Apocynaceae conocida por el nombre común inglés de enredadera negra o black creeper. Es nativa de gran parte de China, India, el sudeste de Asia y el norte de Australia. En Uttarakhand se conoce como kali-dudhi,  como botilai y shyamlata en Orissa, dudhilata en Madhya Pradesh, palvalli en Tamil Nadu, y siamlata en Uttar Pradesh.
Es un arbusto leñoso con lianas extendidas hasta 10 metros de longitud máxima y 6 centímetros de diámetro. La corteza produce una savia cremosa blanca. Las hojas miden hasta 11 centímetros de largo por 4.5 de ancho. La inflorescencia es una cabeza de varias flores. Cada flor tiene un cáliz de sépalos densamente peludos y una corola de cinco lóbulos de menos de un centímetro de largo. El fruto es un folículo que puede tener más de 14 centímetros de largo. Las raíces pueden ser rojizas o moradas. La planta se vende en mercados en algunas áreas de la India.

## Usos
La planta tiene una gran cantidad de usos medicinales tradicionales, incluido el tratamiento para el reumatismo, el asma, la cólera y la fiebre. Algunos estudios in vitro y con roedores han sugerido que los extractos de la planta inhiben los tumores, protegen a las células hepáticas del daño por sobredosis de paracetamol, y reducen las complicaciones de la hiperlipidemia en ratas diabéticas. No se han publicado estudios que prueben ninguno de estos efectos en humanos.
La corteza fibrosa se utiliza para hacer cuerda.